# Аутогемотерапия
Аутогемотерапия (др.-греч. αὐτός — сам + αἷμα — кровь + терапия, англ. Autohemotherapy) — подкожное или внутримышечное введение пациенту собственной крови, взятой из вены. Эффективность терапии в целом статистически не отличается от инъекций плацебо или отсутствия лечения.
Использование данного метода в дерматологической практике началось с 1900-х. Проведенные в дальнейшем систематические обзоры аутогемотерапии при таких проявлениях как Крапивница и Экзема показали, что аутогемотерапия не имеет каких-либо серьёзных побочных эффектов, а незначительные побочные эффекты кратковременны и сходны с инъекциями плацебо.

## Методика
Классическая аутогемотерапия предполагает подкожное или внутримышечное введение пациенту его собственной свежей венозной крови, не подвергнутой каким-либо воздействиям и не смешанной с какими-либо веществами.
Чаще всего у пациента берут кровь из вены и вводят её глубоко внутримышечно в верхненаружный квадрант ягодицы. Для профилактики образования инфильтратов (участков ткани, характеризующихся скоплением обычно не свойственных им клеточных элементов, увеличенным объёмом и повышенной плотностью) к месту инъекции необходимо приложить грелку.
Схему лечения врач назначает индивидуально. 
Если при проведении аутогемотерапии появляются такие побочные явления, как повышение температуры тела (до 38°С) и появление боли и припухлости в месте инъекции, то последующую дозу вводимой крови уменьшают.
Кроме классической аутогемотерапии применялись варианты введения аутокрови, подвергнутой различным химическим или физическим воздействиям. В частности, известны попытки замораживания крови перед введением, облучение рентгеновскими или ультрафиолетовыми лучами, озонирование и др.
Как разновидность аутогемотерапии применялась аутогемотерапия с озоном, в кровь перед введением добавляют озон.
Не исключено, что озонированная или ультрафиолетовая аутогемотерапия может иметь реальную эффективность и действенность при аутоиммунных заболеваниях, если они каким-либо образом иммуномодулируют (например, взаимодействуя с нарушенными аутоантителами), но этот механизм действия, если он существует, пока еще недостаточно понятен и также логично, что любые молекулярные изменения, вызываемые озоном и ультрафиолетом, вряд ли будут действовать конкретно только на желаемые молекулы-мишени, а это означает, что существуют риски.

## Показания и противопоказания
Недопустимо подкожное или внутримышечное введение крови в больших объёмах, так как это может привести к выраженной местной воспалительной реакции и к общим негативным симптомам в виде повышения температуры тела, озноба, мышечных болей. 
Эффективность и безопасность аутогемотерапии и озонотерапии не доказана. Применение аутогемотерапии приводит лишь к субъективному изменению мнения пациентов касательно состояния здоровья, что в значительной степени сравнимо с эффектом плацебо.
Аутогемотерапия псевдонаучна и опасна к применению, в том числе поскольку кровь, находящаяся не в кровеносном русле, является питательной средой для микроорганизмов, что, при нарушении правил септики-антисептики может привести к плачевным последствиям вроде постинъекционных абсцессов и сепсиса.

## История
Во время русско-японской войны в начале 20 века русский хирург Валентин Феликсович Войно-Ясенецкий использовал аутогемотерапию. Цель применения - лечение солдат. В своем труде «Очерки гнойной хирургии» он описал методы терапии. Он использовал аутогемотерапию в качестве вспомогательного средства при лечении различных вялотекущих болезней человека. Данный метод использовался до появления антибиотиков.
Впоследствии предпринимались попытки с помощью аутогемотерапии усилить защитные реакции больных инфекционным заболеваниям, фурункулёзу, хроническим воспалительным болезням женской половой системы и др.
Возрождение интереса к 2000-м годам  привело к нескольким исследованиям, оценивающим использование аутогемотерапии в качестве лечения определенных дерматологических состояний, таких как крапивница, акне и экзема.  Обзор этих исследований показывает, что аутогемотерапия не более эффективна, чем инъекции физиологического раствора. 